# Bahnstrecke Bridgeport–West Stockbridge
| Streckenlänge: | 152,4 km              |                                        |                                        |
| Spurweite: | 1435 mm (Normalspur)  |                                        |                                        |
| Zweigleisigkeit: | –                     |                                        |                                        |
| |                       |                                        |                                        |
| Gesellschaft: | Housatonic Railroad   |                                        |                                        |
| Mitbenutzung: | Ford–Hawleyville: P&W |                                        |                                        |
| \| \| \| von New York City \| \| \| \| 0,0 \| Bridgeport CT (alter Bf., Keilbahnhof) \| Bridgeport CT (alter Bf., Keilbahnhof) \| \| \| \| nach New Haven \| \| \| \| \| Straßenbahn der CT (Congress Street) \| \| \| \| ca. 3 \| North Bridgeport CT \| North Bridgeport CT \| \| \| 8,5 \| Trumbull CT \| Trumbull CT \| \| \| 12,9 \| Long Hill CT \| Long Hill CT \| \| \| 16,3 \| Stepney CT \| Stepney CT \| \| \| ca. 20 \| Pepper Street \| Pepper Street \| \| \| \| von Derby Junction \| \| \| \| 23,7 \| Ford CT (früher Botsford) \| Ford CT (früher Botsford) \| \| \| 30,7 \| Newtown CT \| Newtown CT \| \| \| \| Interstate 84 \| \| \| \| \| von Litchfield \| \| \| \| \| nach Bethel \| \| \| \| 36,5 \| Hawleyville CT (Keilbahnhof) \| Hawleyville CT (Keilbahnhof) \| \| \| \| von Waterbury \| \| \| \| \| nach Campbell Hall \| \| \| \| ? \| Hobarts \| Hobarts \| \| \| \| von Danbury \| \| \| \| 41,7 \| Brookfield Junction CT \| Brookfield Junction CT \| \| \| 45,2 \| Brookfield CT \| Brookfield CT \| \| \| 52,3 \| Still River \| Still River \| \| \| 56,0 \| New Milford CT \| New Milford CT \| \| \| \| Still River \| \| \| \| \| Housatonic River \| \| \| \| ca. 59 \| Boardman's Bridge \| Boardman's Bridge \| \| \| 67,1 \| Gaylordsville CT \| Gaylordsville CT \| \| \| 70,8 \| Woodrow CT (früher South Kent) \| Woodrow CT (früher South Kent) \| \| \| 76,6 \| Kent CT \| Kent CT \| \| \| 82,4 \| Flanders CT (früher North Kent) \| Flanders CT (früher North Kent) \| \| \| ca. 89 \| Belsprings \| Belsprings \| \| \| 90,4 \| Cornwall Bridge CT \| Cornwall Bridge CT \| \| \| 97,0 \| West Cornwall CT \| West Cornwall CT \| \| \| 104,3 \| Lime Rock CT \| Lime Rock CT \| \| \| 106,9 \| Falls Village CT \| Falls Village CT \| \| \| \| Blackberry River \| \| \| \| \| Verbindung nach Hartford \| \| \| \| \| Strecke Hartford–Poughkeepsie \| \| \| \| 116,0 \| Canaan CT \| Canaan CT \| \| \| \| Verbindung von Hartford \| \| \| \| ca. 117 \| Millers \| Millers \| \| \| \| Connecticut / Massachusetts \| \| \| \| \| Konkapot River \| \| \| \| 120,1 \| Ashley Falls MA \| Ashley Falls MA \| \| \| \| Housatonic River \| \| \| \| 126,0 \| Sheffield MA \| Sheffield MA \| \| \| \| Hubbard Brook \| \| \| \| ca. 131 \| Kellogs \| Kellogs \| \| \| \| Straßenbahn der BSRY \| \| \| \| 135,5 \| Great Barrington MA \| Great Barrington MA \| \| \| 139,9 \| Van Deusenville MA \| Van Deusenville MA \| \| \| ca. 141 \| Rising Junction MA \| Rising Junction MA \| \| \| \| nach Pittsfield \| \| \| \| ? \| North Plain Crossing \| North Plain Crossing \| \| \| ca. 149 \| Gross MA \| Gross MA \| \| \| 152,4 \| West Stockbridge MA \| West Stockbridge MA \| \| \| \| nach Hudson \| \| |                       |                                        |                                        |
| Strecke |                       | von New York City                      | von New York City                      |
| ehemaliger Bahnhof | 0,0                   | Bridgeport CT (alter Bf., Keilbahnhof) | Bridgeport CT (alter Bf., Keilbahnhof) |
| Abzweig ehemals geradeaus und nach rechts |                       | nach New Haven                         | nach New Haven                         |
| Kreuzung (Strecken außer Betrieb) |                       | Straßenbahn der CT (Congress Street)   | Straßenbahn der CT (Congress Street)   |
| Bahnhof (Strecke außer Betrieb) | ca. 3                 | North Bridgeport CT                    | North Bridgeport CT                    |
| Bahnhof (Strecke außer Betrieb) | 8,5                   | Trumbull CT                            | Trumbull CT                            |
| Bahnhof (Strecke außer Betrieb) | 12,9                  | Long Hill CT                           | Long Hill CT                           |
| Bahnhof (Strecke außer Betrieb) | 16,3                  | Stepney CT                             | Stepney CT                             |
| Haltepunkt / Haltestelle (Strecke außer Betrieb) | ca. 20                | Pepper Street                          | Pepper Street                          |
| Abzweig ehemals geradeaus, ehemals nach rechts und von rechts |                       | von Derby Junction                     | von Derby Junction                     |
| Dienststation / Betriebs- oder Güterbahnhof | 23,7                  | Ford CT (früher Botsford)              | Ford CT (früher Botsford)              |
| ehemaliger Bahnhof | 30,7                  | Newtown CT                             | Newtown CT                             |
| Strecke mit Straßenbrücke |                       | Interstate 84                          | Interstate 84                          |
| Abzweig geradeaus und ehemals von rechts |                       | von Litchfield                         | von Litchfield                         |
| Abzweig geradeaus und ehemals nach links |                       | nach Bethel                            | nach Bethel                            |
| ehemaliger Bahnhof | 36,5                  | Hawleyville CT (Keilbahnhof)           | Hawleyville CT (Keilbahnhof)           |
| Abzweig geradeaus und ehemals von rechts |                       | von Waterbury                          | von Waterbury                          |
| Abzweig ehemals geradeaus und nach links |                       | nach Campbell Hall                     | nach Campbell Hall                     |
| Haltepunkt / Haltestelle (Strecke außer Betrieb) | ?                     | Hobarts                                | Hobarts                                |
| Abzweig ehemals geradeaus und von links |                       | von Danbury                            | von Danbury                            |
| ehemaliger Bahnhof | 41,7                  | Brookfield Junction CT                 | Brookfield Junction CT                 |
| Dienststation / Betriebs- oder Güterbahnhof | 45,2                  | Brookfield CT                          | Brookfield CT                          |
| ehemaliger Haltepunkt / Haltestelle | 52,3                  | Still River                            | Still River                            |
| ehemaliger Bahnhof | 56,0                  | New Milford CT                         | New Milford CT                         |
| Brücke über Wasserlauf |                       | Still River                            | Still River                            |
| Brücke über Wasserlauf |                       | Housatonic River                       | Housatonic River                       |
| Dienststation / Betriebs- oder Güterbahnhof | ca. 59                | Boardman's Bridge                      | Boardman's Bridge                      |
| ehemaliger Bahnhof | 67,1                  | Gaylordsville CT                       | Gaylordsville CT                       |
| ehemaliger Haltepunkt / Haltestelle | 70,8                  | Woodrow CT (früher South Kent)         | Woodrow CT (früher South Kent)         |
| Dienststation / Betriebs- oder Güterbahnhof | 76,6                  | Kent CT                                | Kent CT                                |
| ehemaliger Haltepunkt / Haltestelle | 82,4                  | Flanders CT (früher North Kent)        | Flanders CT (früher North Kent)        |
| ehemaliger Haltepunkt / Haltestelle | ca. 89                | Belsprings                             | Belsprings                             |
| Dienststation / Betriebs- oder Güterbahnhof | 90,4                  | Cornwall Bridge CT                     | Cornwall Bridge CT                     |
| ehemaliger Bahnhof | 97,0                  | West Cornwall CT                       | West Cornwall CT                       |
| ehemaliger Bahnhof | 104,3                 | Lime Rock CT                           | Lime Rock CT                           |
| ehemaliger Bahnhof | 106,9                 | Falls Village CT                       | Falls Village CT                       |
| Brücke über Wasserlauf |                       | Blackberry River                       | Blackberry River                       |
| Abzweig geradeaus und nach rechts |                       | Verbindung nach Hartford               | Verbindung nach Hartford               |
| Kreuzung (Querstrecke außer Betrieb) |                       | Strecke Hartford–Poughkeepsie          | Strecke Hartford–Poughkeepsie          |
| Dienststation / Betriebs- oder Güterbahnhof | 116,0                 | Canaan CT                              | Canaan CT                              |
| Abzweig geradeaus und von rechts |                       | Verbindung von Hartford                | Verbindung von Hartford                |
| ehemaliger Haltepunkt / Haltestelle | ca. 117               | Millers                                | Millers                                |
| Grenze |                       | Connecticut / Massachusetts            | Connecticut / Massachusetts            |
| Brücke über Wasserlauf |                       | Konkapot River                         | Konkapot River                         |
| Dienststation / Betriebs- oder Güterbahnhof | 120,1                 | Ashley Falls MA                        | Ashley Falls MA                        |
| Brücke über Wasserlauf |                       | Housatonic River                       | Housatonic River                       |
| Dienststation / Betriebs- oder Güterbahnhof | 126,0                 | Sheffield MA                           | Sheffield MA                           |
| Brücke über Wasserlauf |                       | Hubbard Brook                          | Hubbard Brook                          |
| ehemaliger Haltepunkt / Haltestelle | ca. 131               | Kellogs                                | Kellogs                                |
| Kreuzung geradeaus unten (Querstrecke außer Betrieb) |                       | Straßenbahn der BSRY                   | Straßenbahn der BSRY                   |
| Dienststation / Betriebs- oder Güterbahnhof | 135,5                 | Great Barrington MA                    | Great Barrington MA                    |
| ehemaliger Bahnhof | 139,9                 | Van Deusenville MA                     | Van Deusenville MA                     |
| Dienststation / Betriebs- oder Güterbahnhof | ca. 141               | Rising Junction MA                     | Rising Junction MA                     |
| Abzweig ehemals geradeaus und nach rechts |                       | nach Pittsfield                        | nach Pittsfield                        |
| Haltepunkt / Haltestelle (Strecke außer Betrieb) | ?                     | North Plain Crossing                   | North Plain Crossing                   |
| Haltepunkt / Haltestelle (Strecke außer Betrieb) | ca. 149               | Gross MA                               | Gross MA                               |
| Bahnhof (Strecke außer Betrieb) | 152,4                 | West Stockbridge MA                    | West Stockbridge MA                    |
| Strecke (außer Betrieb) |                       | nach Hudson                            | nach Hudson                            |

Die Bahnstrecke Bridgeport–West Stockbridge ist eine Eisenbahnstrecke in Connecticut und Massachusetts (Vereinigte Staaten). Sie ist rund 152 Kilometer lang und verbindet unter anderem die Städte Bridgeport, Trumbull, Newtown, Brookfield, New Milford, Great Barrington und West Stockbridge. Die normalspurige Strecke ist teilweise stillgelegt. Die noch betriebenen Streckenteile Ford–Hawleyville und Brookfield Junction–Rising Junction gehören der Housatonic Railroad, die Güterverkehr darauf betreibt. Der Abschnitt von Ford bis Hawleyville wird im Güterverkehr auch durch die Providence and Worcester Railroad mitbenutzt.

## Geschichte
Die Geschichte der Bahnstrecke begann in den 1820er Jahren, als der nur schwer schiffbare Housatonic River durch einen Kanal von Canaan im Norden Connecticuts bis zur Küste ergänzt werden sollte, um auch im Winter Güter in die Berkshire Mountains und die Täler in diesem Gebiet transportieren zu können. Schon bald erkannte man die Vorzüge der Eisenbahn gegenüber einem Kanal und im Mai 1836 erhielt die Ousatonic Railroad Company die Konzession zum Bau und Betrieb einer Eisenbahn von der Küste Connecticuts entlang der projektierten Kanalstrecke bis zur Bundesstaatengrenze nach Massachusetts bei Canaan. Am 11. April 1837 gründete man in Massachusetts die Berkshire Railroad Company, die die Strecke bis West Stockbridge erweitern sollte. Dort sollte sie an die in Bau befindliche und 1838 eröffnete Bahnstrecke Hudson–West Stockbridge anschließen.
Die Stadt Bridgeport investierte in den Bahnbau und so wurde sie als südlicher Endpunkt der Strecke gewählt. 1837 begannen die Bauarbeiten von Bridgeport aus und 1840 ging der erste Abschnitt von dort bis New Milford in Betrieb. Am 1. Dezember 1842 eröffnete die inzwischen in Housatonic Railroad umbenannte Bahngesellschaft die gesamte Strecke. Der Verkehr auf der Bahn entwickelte sich gut, nicht zuletzt, weil sie Teil der ersten durchgängigen Eisenbahnverbindung von New York City nach Albany war. Auch Züge nach Boston fuhren teilweise über die Strecke, mussten jedoch aufwändig über West Stockbridge geführt werden. 1850 ging eine Strecke nach Pittsfield in Betrieb und kurz darauf wurde der Abschnitt von Rising Junction bis West Stockbridge zur Zweigstrecke degradiert und die durchlaufenden Züge fuhren nach Pittsfield. Weitere Zweigstrecken ergänzten das Netz um die Bahnstrecke, die in den folgenden Jahrzehnten mäßig profitabel war. Parallel laufende neue Hauptstrecken wurden vor allem in den 1850er und 1870er Jahren eröffnet, sodass der durchlaufende Verkehr immer mehr zurückging.
1892 übernahm die New York, New Haven and Hartford Railroad die Bahnstrecke und betrieb sie als Nebenstrecke. Der Abschnitt von Bridgeport bis Botsford wurde nun als Bridgeport Branch bezeichnet. Ab 1921 fuhren die Personenzüge von Bridgeport kommend nicht mehr in Richtung New Milford und Great Barrington weiter, sondern bogen in Hawleyville in Richtung Danville ab. Zwischen Hawleyville und Brookfield Junction fuhren nun überhaupt keine Personenzüge mehr, von Rising Junction bis West Stockbridge noch bis 1928 und zwischen Bridgeport und Hawleyville bis Ende 1931 oder Anfang 1932. Die Abschnitte Bridgeport–Stepney und Hawleyville–Brookfield Junction wurden 1940 stillgelegt und in der Folge abgebaut. Das gleiche Schicksal ereilte 1963 den Abschnitt Stepney–Botsford und 1964 die Strecke Rising Junction–West Stockbridge.
1969 übernahm die Penn Central die Bahnstrecke. Der letzte Personenzug auf der Strecke zwischen Brookfield Junction und Rising Junction verkehrte am 30. April 1971. Ab dieser Zeit begann jedoch der – allerdings unregelmäßige – touristische Verkehr auf diesem Streckenabschnitt. 1976 übernahm Conrail die Penn Central, legte jedoch den seit drei Jahren kaum noch befahrenen Abschnitt von Boardman's Bridge bis Canaan still. Nun wurden nur noch die kurzen Abschnitte von Botsford bis Hawleyville, von Brookfield Junction bis Boardman's Bridge und von Canaan bis Rising Junction betrieben. Der nördliche Abschnitt von Canaan bis Rising Junction wurde 1982 an die Boston and Maine Railroad verkauft, die ihrerseits im Jahr darauf von Guilford Transportation übernommen wurde. 1984 pachtete die neugegründete Housatonic Railroad den stillgelegten, aber noch nicht abgebauten Abschnitt Boardman's Bridge–Canaan und betrieb gelegentlich Ausflugszüge über diese Strecke. Sie wurde 1989 vollständig reaktiviert und wird seither wieder regelmäßig im Güterverkehr befahren.
Im Januar 1991 verkaufte Guilford Transportation ihren Streckenabschnitt ebenfalls an die Housatonic Railroad. Ende 1992 übernahm die Gesellschaft auch den Conrail-Abschnitt von Boardman's Bridge nach Brookfield Junction sowie den von Ford nach Hawleyville. Für den letzteren Abschnitt behielt die Conrail ein Mitbenutzungsrecht, gab dies jedoch im folgenden Jahr an die Providence and Worcester Railroad ab.

## Streckenbeschreibung
Die Strecke beginnt im früheren Keilbahnhof Bridgeport. Der heutige Personenbahnhof der Stadt liegt einige hundert Meter südlich an der Hauptstrecke nach New York City. Die stillgelegte Bahntrasse verläuft zunächst entlang der Housatonic Avenue bis North Bridgeport. Ab hier wird das Trassee durch den Henry Mucci Highway, eine mehrspurige Schnellstraße, genutzt. Erst in Trumbull tritt die Bahntrasse wieder zum Vorschein. Sie wurde im weiteren Verlauf abschnittsweise in einen Rad- und Wanderweg, den Housatonic Rail Trail, umgewandelt. In der Ortschaft Botsford mündet die Bahnstrecke Ford–Derby Junction ein. Früher befand sich hier ein Gleisdreieck. Die heute noch befahrene Bahnstrecke führt weiter nordwärts und durchquert die Stadt Newtown. Nördlich der Stadt biegt die Bahnstrecke in Richtung Westen ab. Ab hier liegt die Trasse der hier stillgelegten Bahnstrecke Waterbury–Campbell Hall unmittelbar neben der Strecke.
Wenige Kilometer weiter ist Hawleyville erreicht. Der Bahnhof an der Strecke war früher ein Keilbahnhof, an dem die Bahnstrecke Bethel–Hawleyville einmündete. Östlich des Bahnhofs mündete außerdem eine Nebenstrecke von Litchfield ein. Die hier immer noch parallel laufende Strecke nach Campbell Hall kreuzt westlich des Bahnhofs die Bahntrasse. Heute liegen die Gleise bis zu diesem Kreuzungspunkt und führen dann auf der Strecke in Richtung Campbell Hall weiter, während die Housatonic-Strecke ab hier wieder stillgelegt ist. Der kurze Abschnitt bis Brookfield Junction ist seit 1940 außer Betrieb, aber gut erhalten. In Brookfield Junction mündet die Zweigstrecke nach Danville ein, die im Güterverkehr betrieben wird. Ab hier liegen auf der Strecke wieder Gleise und die Bahn führt nun entlang des Still River weiter nordwärts.
An der Mündung des Still River in den Housatonic überquert die Bahn zunächst den Nebenfluss und dann den Housatonic River, an dessen östlichem Ufer sie nun weiter entlangführt. Sie durchquert die Städte New Milford, Kent und Cornwall und erreicht Canaan an der Nordgrenze von Connecticut. Hier überquert die Bahn zunächst den Blackberry River. Ein kurzes Stück weiter nördlich befindet sich der Bahnhof Canaan. Der Personenbahnhof lag direkt an der Kreuzung der Bahnstrecke Hartford–Poughkeepsie. Der Bahnsteig ist noch erhalten und wurde in der Mitte durch die querende Eisenbahnstrecke durchschnitten, die jedoch westlich von Canaan stillgelegt ist. In Richtung Hartford werden die beiden Verbindungskurven noch heute befahren, sodass die Strecke von Hartford heute in einem Gleisdreieck in die Housatonic-Strecke einmündet. Das historische Bahnhofsgebäude ist ebenfalls erhalten und befindet sich an der nordöstlichen Ecke der Gleiskreuzung. Nördlich an den Personenbahnhof schließt sich der mehrgleisige Güterbahnhof an.
Kurz nach Canaan überquert die Bahnstrecke die Bundesstaatengrenze nach Massachusetts, durchquert Sheffield und erreicht kurz darauf die Stadt Great Barrington. Im Norden der Stadt befand sich früher der Abzweig Rising Junction, heute Teil des langgestreckten Güterbahnhofs Housatonic. In Rising Junction zweigt die Strecke nach Pittsfield ab, die noch heute befahren wird. Die ursprüngliche Housatonic-Strecke nach West Stockbridge ist ab hier stillgelegt. Sie führt entlang des Williams River nordwärts bis West Stockbridge, wo sie in die Bahnstrecke Hudson–West Stockbridge übergeht. Der Endbahnhof war von Anfang an als Durchgangsbahnhof gebaut worden, um durchlaufende Züge zu ermöglichen.

## Personenverkehr
Kurz nach Eröffnung der Zweigstrecke nach Pittsfield gab es 1851 bereits keine durchlaufenden Züge von Bridgeport nach West Stockbridge mehr. Stattdessen fuhr täglich ein Personenzug und ein Güterzug von Bridgeport nach Pittsfield. Von Van Deusenville bis West Stockbridge und weiter auf der Bahnstrecke in Richtung Hudson fuhr ein gemischter Zug im Anschluss an beide Züge.
Nach Übernahme der Strecke durch die New York, New Haven and Hartford Railroad verkehrten 1893 an Werktagen fünf Züge ab Bridgeport, sonntags fuhr ein Zug. Einer der werktäglichen Züge endete in Botsford, einer in New Milford, die übrigen fuhren bis Van Deusenville und weiter nach Pittsfield. Hinzu kamen zwei werktägliche Zugpaare von New Haven nach Pittsfield, die von Botsford bis Van Deusenville auf der Bahnstrecke fuhren, sowie zwei Zugpaare an Werktagen von Great Barrington nach Pittsfield. Zwischen Van Deusenville und West Stockbridge fuhren vier Zugpaare an Werktagen, teilweise weiter auf die anschließende Strecke in Richtung Albany.
1920, kurz vor der Einstellung des durchlaufenden Personenverkehrs, fuhren ab Bridgeport werktags zwei Züge über Van Deusenville nach Pittsfield, ein Zug nach New Milford sowie ein Zug nach Botsford. Sonntags verkehrte ein Zug von Bridgeport nach Pittsfield. Hinzu kamen an Werktagen zwei Zugpaare von New Haven kommend über Botsford und Hawleyville nach Brookfield Junction. Ebenfalls werktags verkehrte ein Zugpaar von Danville über Brookfield Junction nach New Milford, sowie ein weiteres von Danville nach Pittsfield. Ein Zugpaar Canaan–Pittsfield sowie eines von Great Barrington nach Pittsfield ergänzten das Angebot. Auf der Strecke nach West Stockbridge verkehrte nur ein werktägliches Zugpaar ab Van Deusenville, das über West Stockbridge hinaus bis State Line weiterfuhr.
Ab 1921 fuhren die Personenzüge von Bridgeport und New Haven kommend nach Danville und die Züge nach Norden begannen in Danville oder weiter südlich und trafen erst in Brookfield Junction auf die Bahnstrecke. Der Verkehr auf der Relation New Haven–Danville wurde 1925 eingestellt, zwischen Van Deusenville und West Stockbridge fuhren 1928 die letzten Personenzüge. Ende 1931 oder Anfang 1932 endete auch zwischen Bridgeport und Danville der Personenverkehr, sodass nun nur noch die Züge von New York über Danville nach Pittsfield auf der Bahnstrecke verkehrten. Auf dieser Relation fuhr ab den 1960er Jahren nur noch ein Wochenendpendlerzug, der freitags von New York nach Pittsfield und sonntags in der Gegenrichtung fuhr. Er fuhr letztmals am 30. April 1971.